# Grand Prix du Morbihan 2024
Il Grand Prix du Morbihan 2024, quarantasettesima edizione della corsa, valevole come ventesima prova dell'UCI ProSeries 2024 categoria 1.Pro e come nono evento della Coppa di Francia, si svolse il 4 maggio 2024 su un percorso di 196,4 km, con partenza da Josselin e arrivo da Plumelec, in Francia. La vittoria fu appannaggio del francese Benoît Cosnefroy, il quale completò il percorso in 4h51'20", alla media di 40,449 km/h, precedendo il connazionale Axel Zingle e il belga Arnaud De Lie.
Sul traguardo di Plumelec 115 ciclisti, dei 128 partiti da Josselin, portarono a termine la competizione.

## Squadre e corridori partecipanti
| N.    | Cod. | Squadra                         |
| ----- | ---- | ------------------------------- |
| 1-7   | LTD  | Lotto Dstny                     |
| 11-17 | ARK  | Arkéa-B&B Hotels                |
| 21-27 | COF  | Cofidis                         |
| 31-37 | DAT  | Decathlon AG2R La Mondiale Team |
| 41-47 | DFP  | Team DSM-Firmenich PostNL       |
| 51-57 | GFC  | Groupama-FDJ                    |
| 61-66 | IWA  | Intermarché-Wanty               |
| 71-77 | BWB  | Bingoal WB                      |
| 81-87 | BBH  | Burgos-BH                       |
| 91-97 | CJR  | Caja Rural-Seguros RGA          |

| N.      | Cod. | Squadra                    |
| ------- | ---- | -------------------------- |
| 101-107 | EKP  | Equipo Kern Pharma         |
| 111-117 | EUS  | Euskaltel-Euskadi          |
| 121-127 | Q36  | Q36.5 Pro Cycling Team     |
| 131-137 | TEN  | TotalEnergies              |
| 141-147 | UXM  | Uno-X Mobility             |
| 151-157 | UCN  | CIC U Nantes Atlantique    |
| 161-167 | NMC  | Nice Métropole Côte d'Azur |
| 171-177 | AUB  | St Michel-Mavic-Auber93    |
| 181-187 | VRR  | Van Rysel-Roubaix          |

## Ordine d'arrivo (Top 10)
| Pos. | Corridore            | Squadra    | Tempo    |
| ---- | -------------------- | ---------- | -------- |
| 1    | Benoît Cosnefroy     | Decathlon  | 4h51'20" |
| 2    | Axel Zingle          | Cofidis    | s.t.     |
| 3    | Arnaud De Lie        | Lotto      | s.t.     |
| 4    | Clément Venturini    | Arkéa      | s.t.     |
| 5    | Fredrik Dversnes     | Uno-X      | s.t.     |
| 6    | Luca Van Boven       | Bingoal    | s.t.     |
| 7    | Vincenzo Albanese    | Arkéa      | s.t.     |
| 8    | Odd Christian Eiking | Uno-X      | s.t.     |
| 9    | Xabier Berasategi    | Euskaltel  | s.t.     |
| 10   | David González       | Caja Rural | s.t.     |